# Gerichtsorganisation (Portugal)
Die Gerichtsorganisation Portugals kennt drei Stufen.
Die unterste Stufe besteht aus den Comarcas, den erstinstanzlichen Gerichtsbezirken. Bis zur Reform des Justizsystems 2014 bestanden in Portugal 231 Comarcas. Mit der Reform wurden sie zu 23 neuen Comarcas zusammengefasst, die sich im Gebiet Kontinentalportugals meist an den Grenzen der Distrikte orientieren. Der Sitz des jeweiligen Hauptgerichts (Grande Tribunal) ist in der Distrikthauptstadt. Diesen 23 Hauptgerichten wurden die insgesamt 311 bestehenden Gerichte untergeordnet.
Die 23 Comarcas als Amtsgerichte erster Instanz sind in die fünf Gerichtsbezirke der meist zweitinstanzlichen Oberlandesgerichte gegliedert:
- Oberlandesgericht Lissabon (Relação de Lisboa, mit den Autonomen Regionen Madeira und Azoren)
- Oberlandesgericht Porto (Relação do Porto)
- Oberlandesgericht Guimarães (Relação de Guimarães)
- Oberlandesgericht Coimbra (Relação de Coimbra)
- Oberlandesgericht Évora (Relação de Évora, mit der Algarve)

Die Oberlandesgerichte unterstehen schließlich dem obersten Gericht, dem Supremo Tribunal de Justiça.
Als oberste Gerichte existieren nebeneinander vier Gerichte:
- Supremo Tribunal de Justiça (Oberstes Gericht, s. o.)
- Supremo Tribunal Administrativo (Oberstes Verwaltungsgericht), mit einer eigenen räumlichen Struktur an Verwaltungsgerichten, den Tribunais Administrativos e Fiscais
- Tribunal de Contas (Oberster Rechnungshof)
- Tribunal Constitucional de Portugal (Verfassungsgericht)